# Fast Company (Magazin)
FastCompany ist ein zehnmal pro Jahr erscheinendes Magazin mit den Themenschwerpunkten Technologie, Business und Design.
Gegründet wurde es im November 1995 von Alan Webber und Bill Taylor, zwei ehemaligen Autoren des Magazins Harvard Business Review.
Im Jahr 2000 wurde es an Gruner + Jahr für 350 Millionen US-Dollar verkauft, zu dem Zeitpunkt war dies die zweitgrößte Magazinübernahme in der US-amerikanischen Geschichte. 2005 wurde es an Mansueto Ventures für ein Zehntel des Kaufpreises weiterverkauft.
Das Fast Company Innovation Festival ist eine Veranstaltung, die seit 2015 jedes Jahr in New York City stattfindet. Im Jahr 2017 besuchten 10.000 Teilnehmer die Keynotes, Workshops und Fast Tracks, die in den Büros der Unternehmen veranstaltet wurden und sich auf Design, Technologie, soziale Güter, Führung, Unternehmertum und Kreativität konzentrierten.